# 本荘玲子
本荘 玲子（ほんしょう れいこ、1936年10月4日 - ）は、日本のピアニスト、オンディスト（オンド・マルトノ奏者）。

## 概略
子供のための音楽教室に学び、桐朋学園短期大学音楽科を首席で卒業。その後、ウィーン国立音楽大学、ライプツィヒ音楽院で学ぶ。ピアノを寺西昭子、J・ディヒラー、J・フィッシャー、伊達純、中村紘子らに師事。第24回日本音楽コンクール第3位、第25回日本音楽コンクール入選、第5回文化放送音楽賞、第6回福山ピアノ賞の受賞歴がある。
NHK交響楽団のピアニストとして活躍し、邦人作曲家の作品の初演（三善晃の《管弦楽のための協奏曲》、武満徹の《テクスチュアズ》など）や、現代曲の日本初演（オリヴィエ・メシアンの《トゥーランガリラ交響曲》のオンド・マルトノパート）を数多く行った。
ソリストとしても、三善晃の《ピアノ協奏曲》の初演などを行った。
夫はNHK交響楽団のホルン奏者だった千葉馨。
伴奏者としても活躍しており、ホルン奏者ヘルマン・バウマンのCD『ホルン吹きの休日』や、トランペット奏者関山幸弘のCD『Favorites』のレコーディングに参加している。また夫の千葉馨と共演した録音（千葉の追悼アルバム『千葉馨、永久に』に収録）もある。他に佐藤眞の『蔵王』・『日本合唱曲全集 土の歌』や、『富士見二丁目交響楽団シリーズ 雨の歌をきみに』などのCDに演奏参加している。日本におけるオンド・マルトノ演奏の先駆者でもある。